# ブレンケ＝チハラ多項式
数学におけるブレンケ多項式（ブレンケたこうしき、英: Brenke polynomials）とは、一般化アペル多項式の特別な場合に含まれるものである。特に直交多項式であるようなブレンケ多項式は、ブレンケ＝チハラ多項式（ブレンケ＝チハラたこうしき、英: Brenke-Chihara polynomials）と呼ばれる。
 Brenke (1945) では、一般化アペル多項式の特別な場合に含まれるブレンケ多項式 Pn の列が導入された。それは次の形状の母関数を持つものであった。
{\displaystyle A(w)B(xw)=\sum _{n=0}^{\infty }P_{n}(x)w^{n}.}
ブレンケは、エルミート多項式およびラゲール多項式はブレンケ多項式の例であり、他にこの形状の直交多項式はあるのかという問題を提示した。Geronimus (1947) は他のいくつかの直交なブレンケ多項式の例を新たに発見した。そして  Chihara (1968, 1971) では、直交列を構成するすべてのブレンケ多項式の分類が行われた。それらは現在ブレンケ＝チハラ多項式と呼ばれている。